# 奇克県
奇克県（きこく-けん）は中華人民共和国黒竜江省にかつて存在した県。現在の黒河市遜克県北部の奇克鎮に相当する。
1929年（民国5年）に設置された。1943年（康徳10年）10月、遜河県は遜河県と合併し遜克県となった。
満州国が崩壊し中華民国政府が行政権を回復すると、1947年（民国36年）に遜克県は分割され遜河県及び奇克県が再び設置された。1948年（民国37年）、中国共産党による「解放」が実施されると遜河県は奇克県、烏雲県と統合され遜克県とされ、奇克県は消滅した。